# 정 박
정 박(Jung H. Park, 한국명 박정현)은 미합중국의 외교관이다. 현재 바이든 행정부에서 국무부 동아시아·태평양 부차관보와 대북특별부대표를 역임하고 있다.
정박은 SK한국재단 한국학 석좌교수와 브루킹스연구소 동아시아정책연구센터 선임연구원을 역임하였다. 싱크탱크에서 활동하기 미국 중앙정보부 산하 동아시아 및 태평양 센터의 포트폴리오 매니저로 근무하였다. 그녀는 컬럼비아 대학교 에서 미국사 전공으로 박사 학위를 취득했고, 콜게이트 대학교 에서 사학 학사를 우등 졸업하였으며, 동 대학교에서 명예박사 학위를 받고 이사회에서도 활동하였다.

## 출판물
김정은 되기: 북한의 수수께끼 같은 젊은 독재자에 대한 전 CIA 장교의 통찰 (2020)